# Юрірія
Юрірія (ісп. Yuriria; також відомий як Юріріяпундаро ісп. Yuririapundaro) — один із 46 муніципалітетів Мексиканського штату Ґуанахуато. Місцерозташування та історична важливість є ключовими факторами для видатного і важливого статусу муніципалітету.
Юрірія, також — озеро в штаті Ґуанахуато, назва якого означає «криваве озеро».

## Місто

### Розташування та розміри
Місто Юрірія розташоване у ісп. «Bajio», тобто на півдні штату Гуанахуато, і відносно близько до сусіднього штату Мічоакан. Загальна площа — 656 км².

### Населення
Населення Юрірія і його передмість налічує 89 126 чол., що залишає позаду такі держави як Андорра, Ґренландія та Монако.

## Історія

### Жіночий монастир

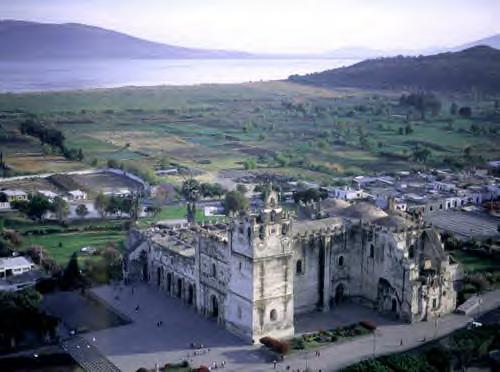
Parroquia de Yuriria, приходська церква штату

Цей собор, або як його називають — Ex-Covento San Agustín de Yuriria, вочевидь найважливіша пам'ятка архітектури Юрірія, так само як і важливий образ штату в цілому. З часу будівництва у листопаді 1550, і його завершення 1559, його масивні розміри і прекрасна структура захоплювали покоління. Його спорудження було розпочато де Чавесом (ісп. Fray Diego de Chavez), племінником конкістадора Дона Педро Альварадо (ісп. Don Pedro Alvarado). Спроектував собор відомий архітектор Педро дель Торо (ісп. Pedro del Toro).

## Галерея

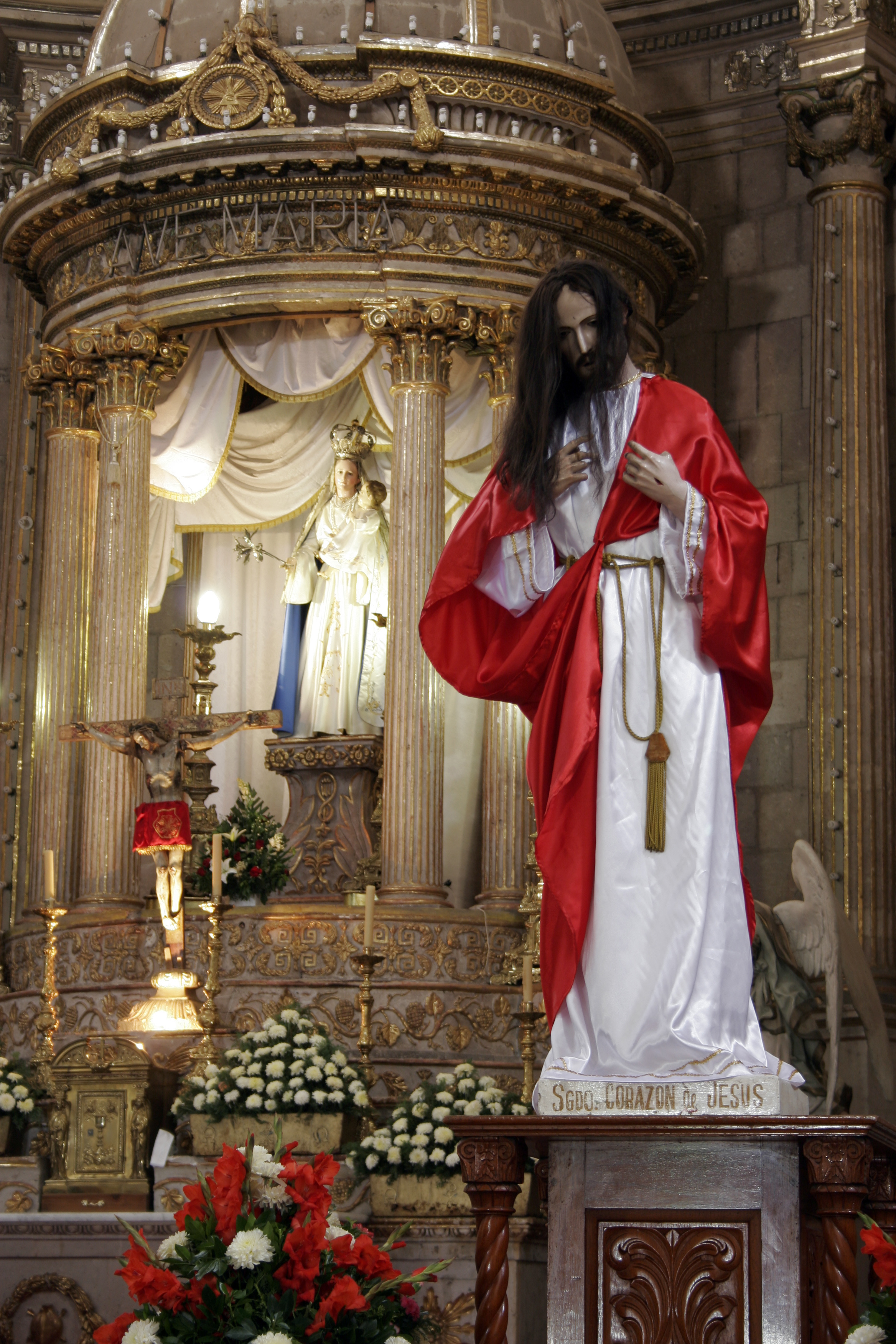
Деталь оздоблення.
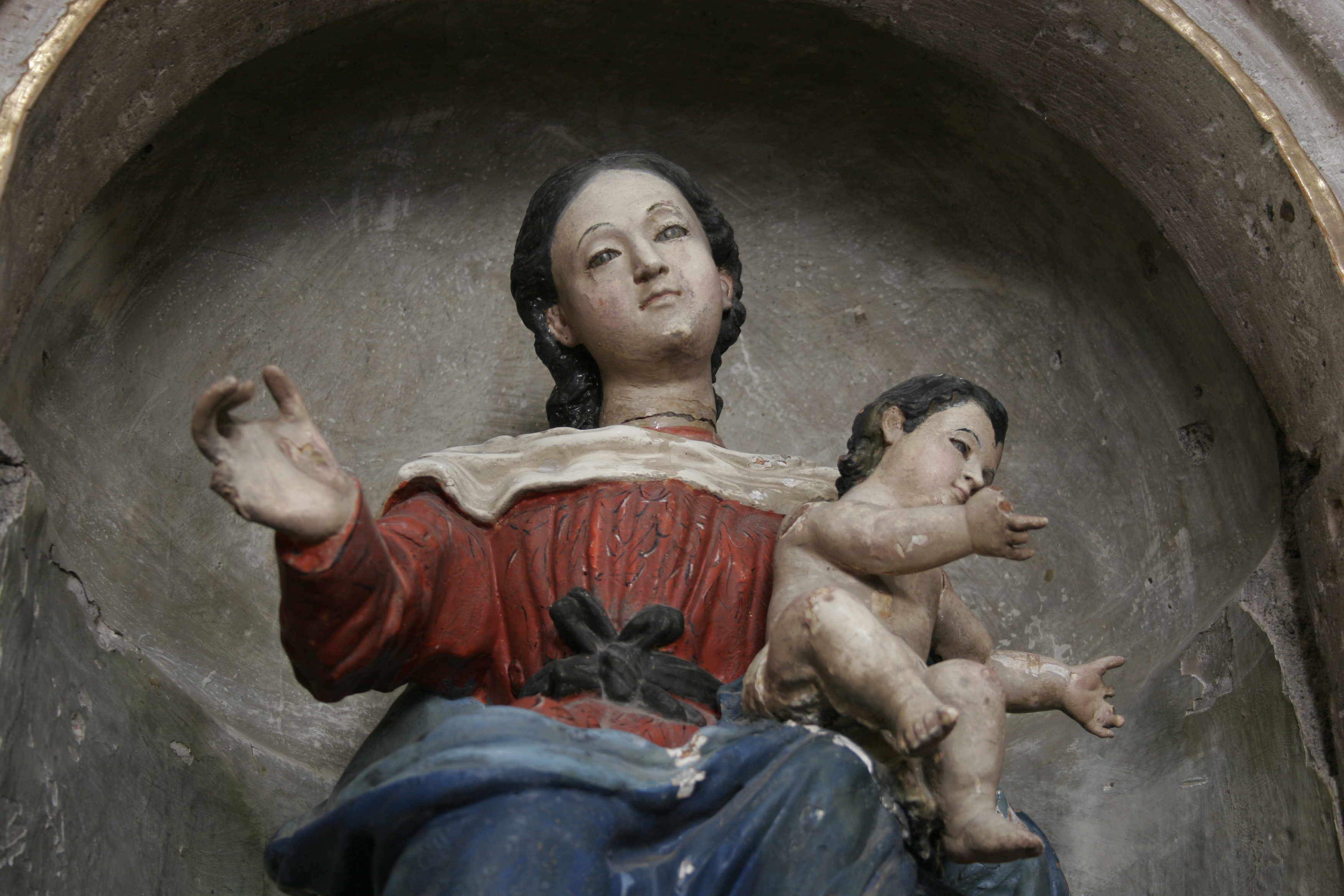
Деталь оздоблення.
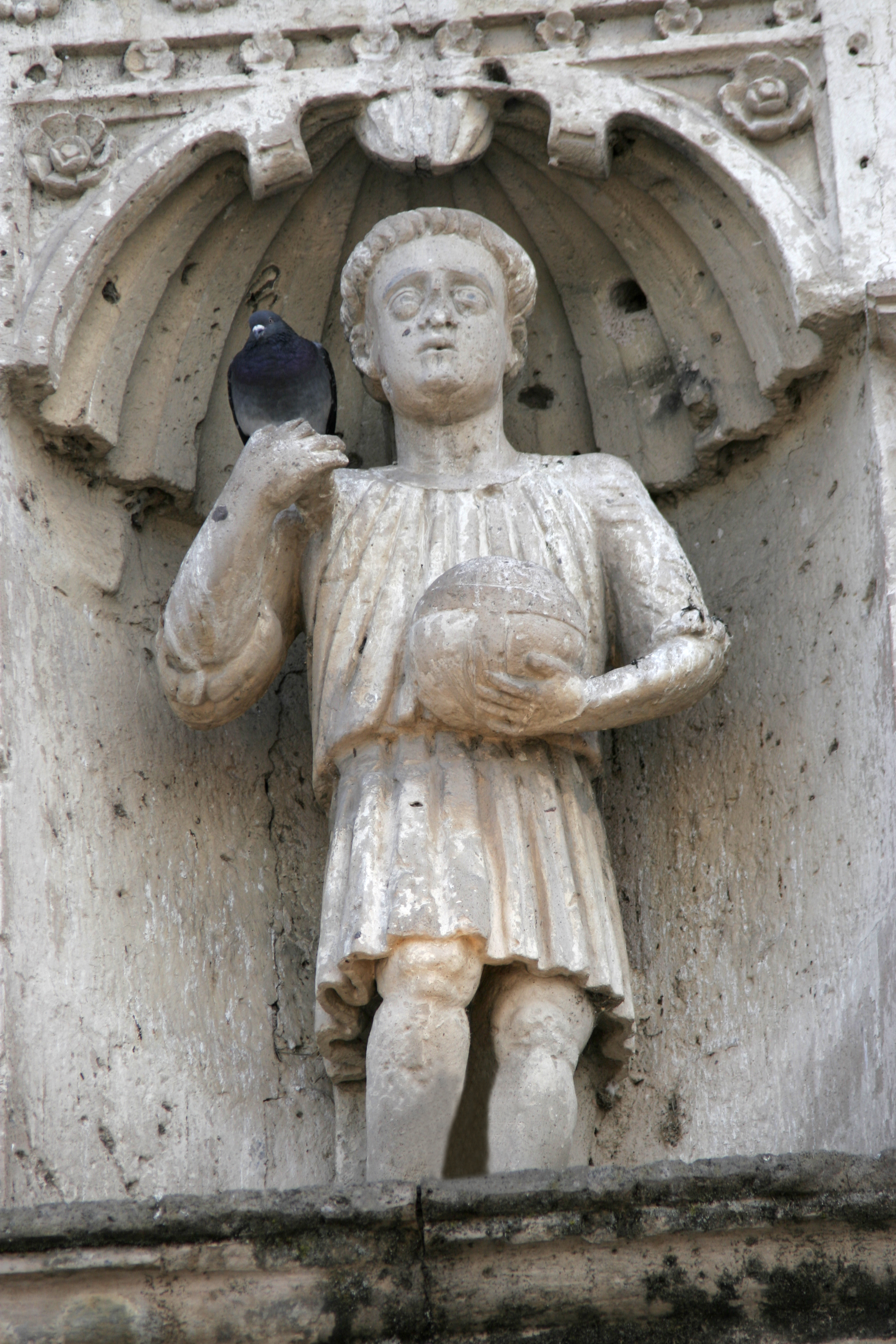
Деталь оздоблення.
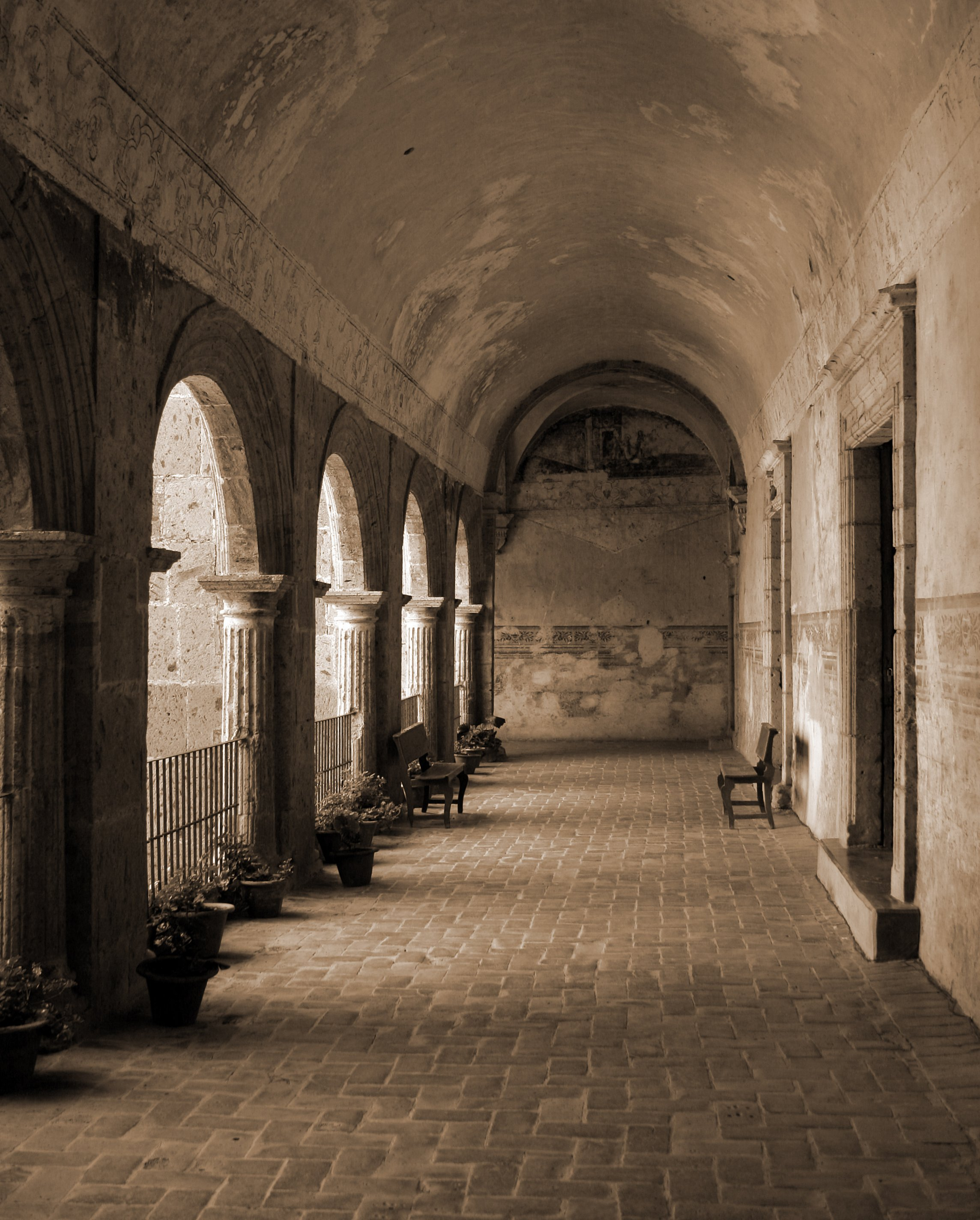
Внутрішній інтер'єр жіночого монастиря.